# Kościół św. Jana Pawła II w Przysiekach
Kościół św. Jana Pawła II w Przysiekach – rzymskokatolicki kościół filialny pw. Jana Pawła II znajdujący się w Przysiekach wybudowany w latach 2005-2013.

## Historia obiektu
Od 1983 w Przysiekach rozpoczęto odprawianie mszy św. w prywatnym budynku. W 1988 wzniesiono drewnianą kaplicę filialną. W 2005 obok drewnianej kaplicy przystąpiono do budowy nowego kościoła filialnego parafii Sławęcin w Przysiekach. Świątynię zaprojektował inż. Andrzej Węgrzynowicz. Budowa finansowana była głównie ze składek mieszkańców. W 2009 biskup rzeszowski Kazimierz Górny wmurował kamień węgielny poświęcony przez Jana Pawła II na Krakowskich Błoniach podczas ostatniej pielgrzymki do Polski w 2002. Po ukończeniu głównych prac budowlanych nową świątynię pw św. Jana Pawła II poświęcił 24 lutego 2013 biskup rzeszowski Kazimierz Górny. Istniejąca kaplica została rozebrana. Obecnie (2020) trwają prace przy zagospodarowaniu przestrzeni na zewnątrz kościoła oraz wyposażaniu wnętrza.

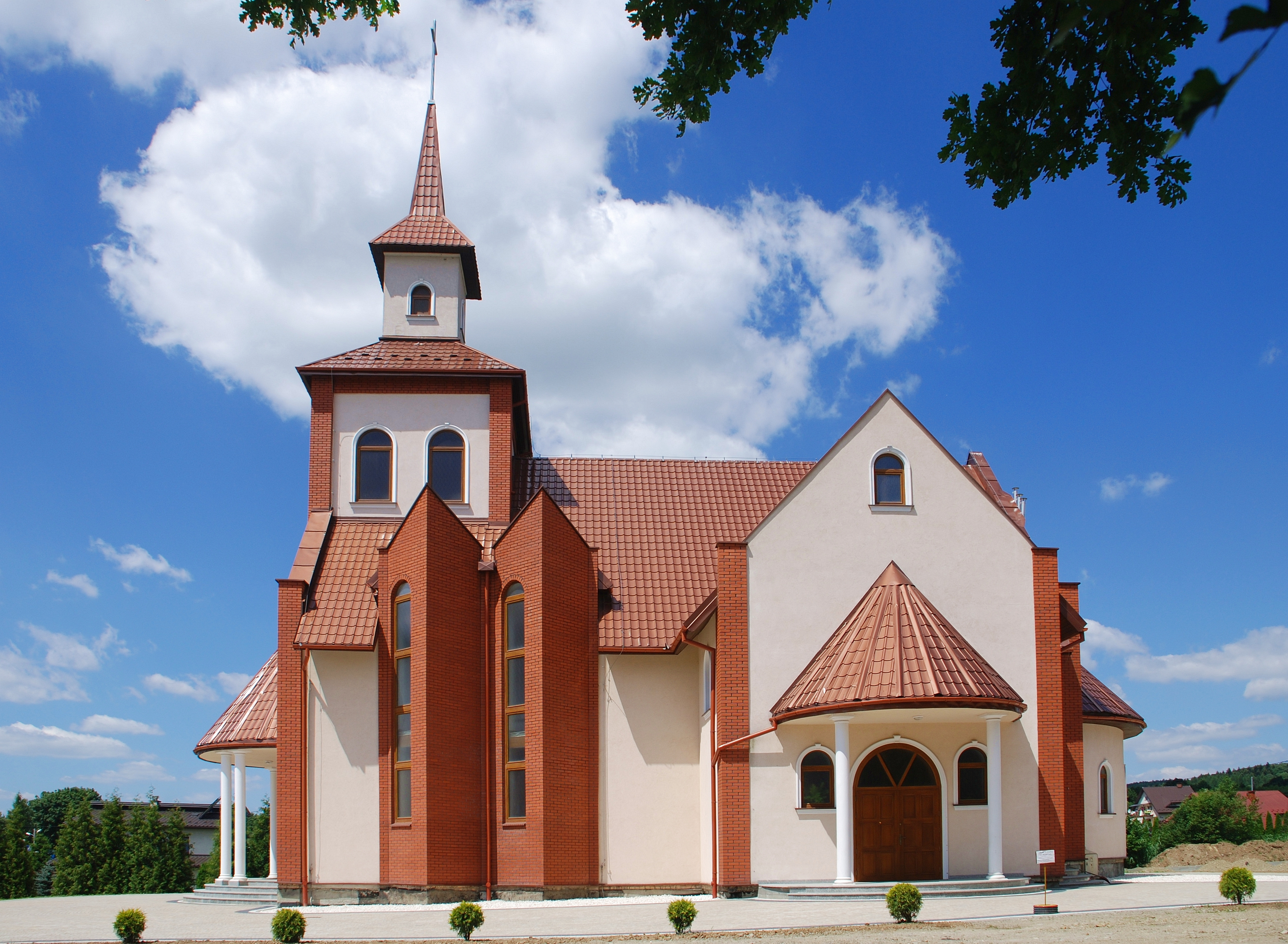
Elewacja wschodnia
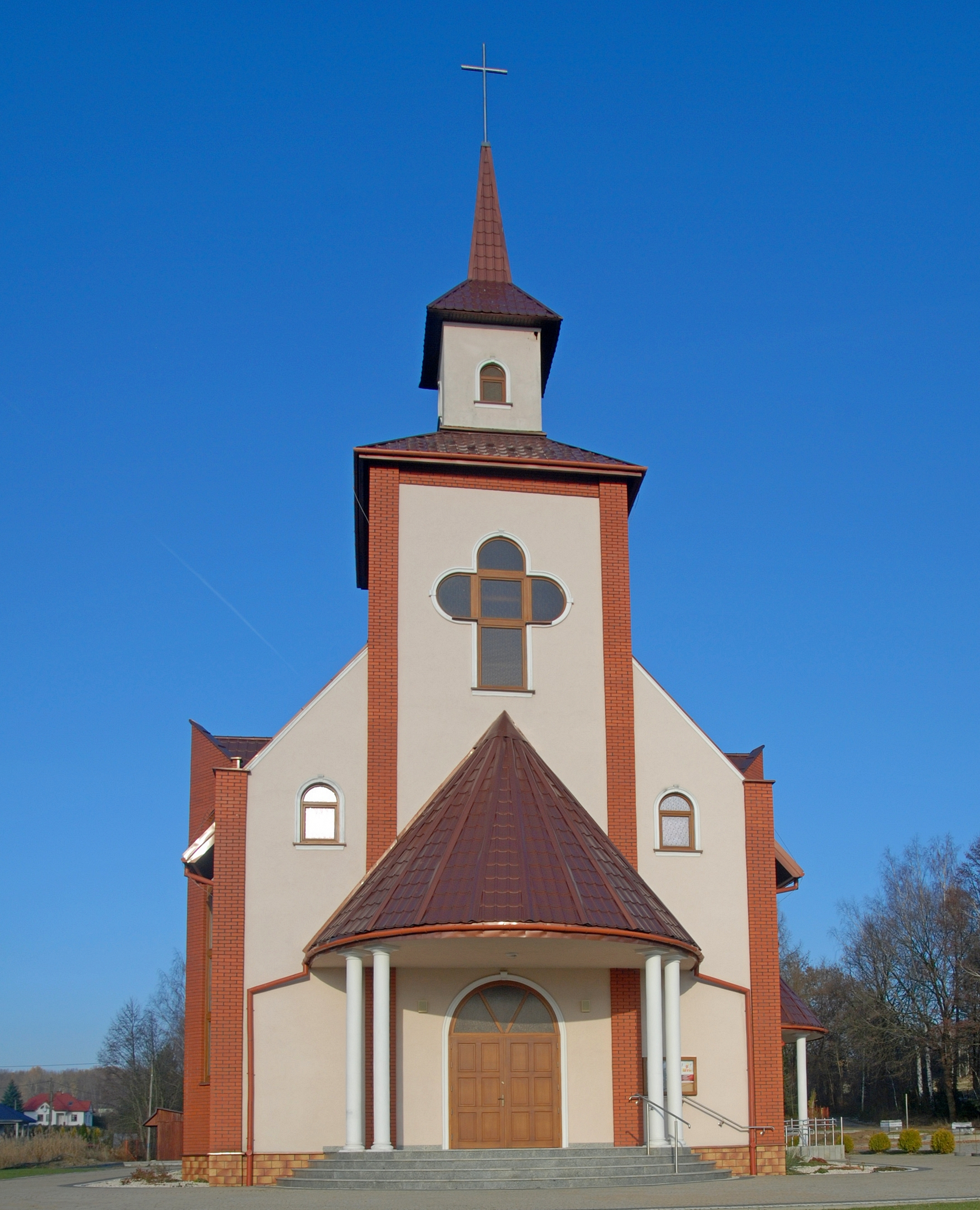
Elewacja frontowa
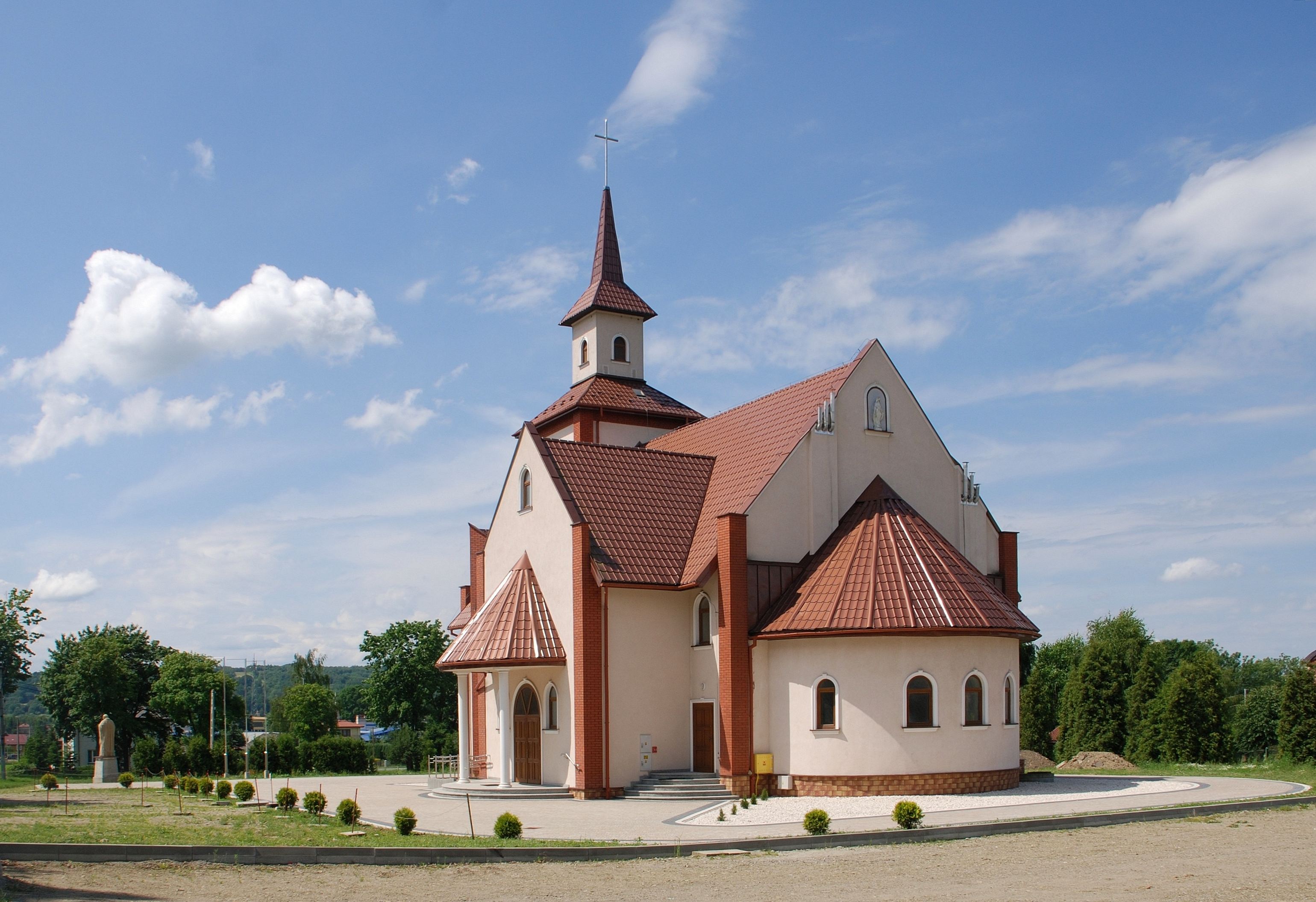
Widok od strony północnej na kruchtę i zakrystię

## Architektura i wyposażenie
Jest to budowla murowana jednonawowa Do korpusu nawowego od strony północnej przylega zakrystia. Natomiast od strony wschodniej  kruchta.
Wewnątrz strop płaski. Na południowej ścianie nad wejściem głównym chór muzyczny wsparty na dwóch filarach. 
Wyposażenie wnętrza współczesne.

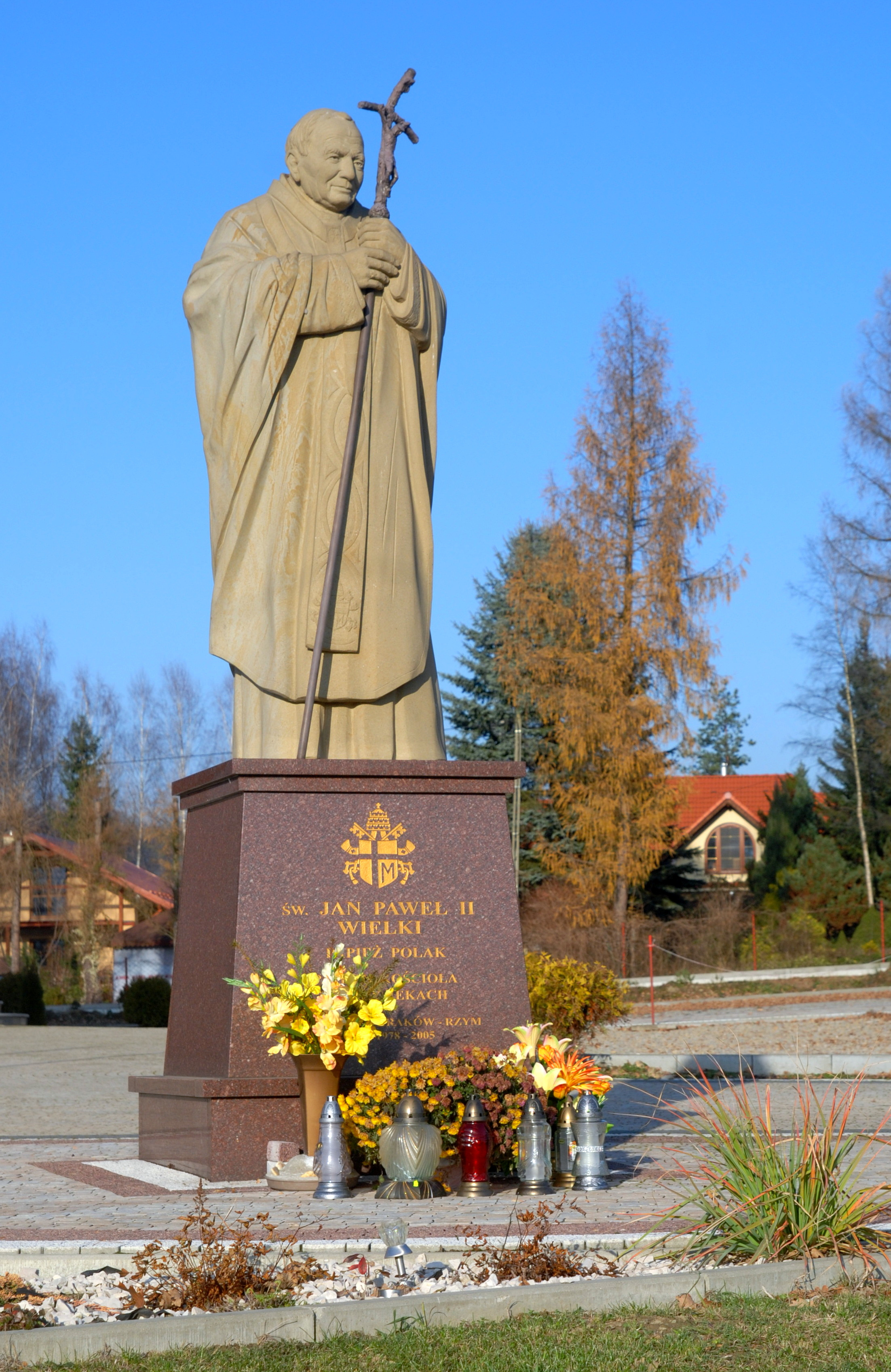
Pomnik Jana Pawła II przed kościołem
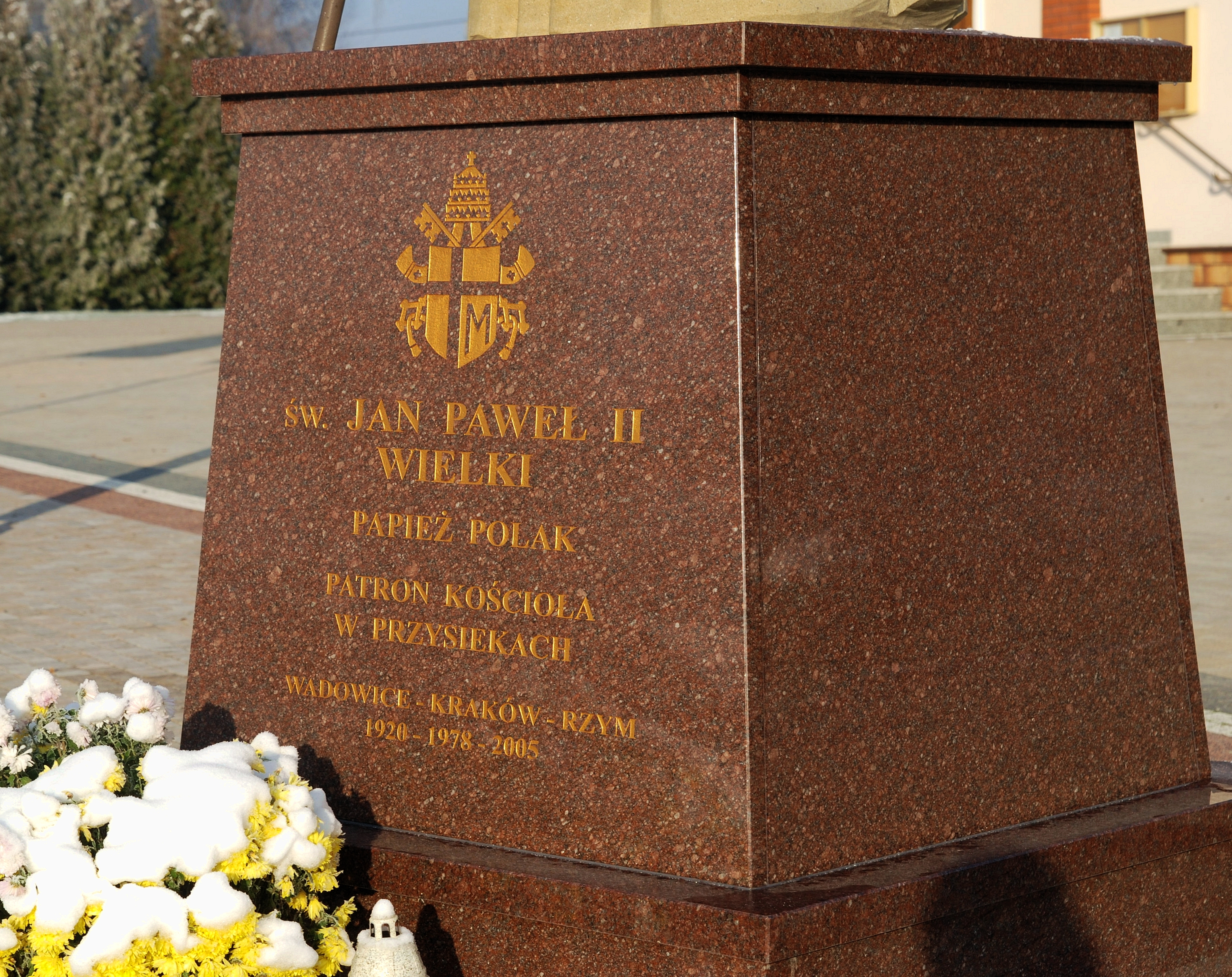
Napis na pomniku
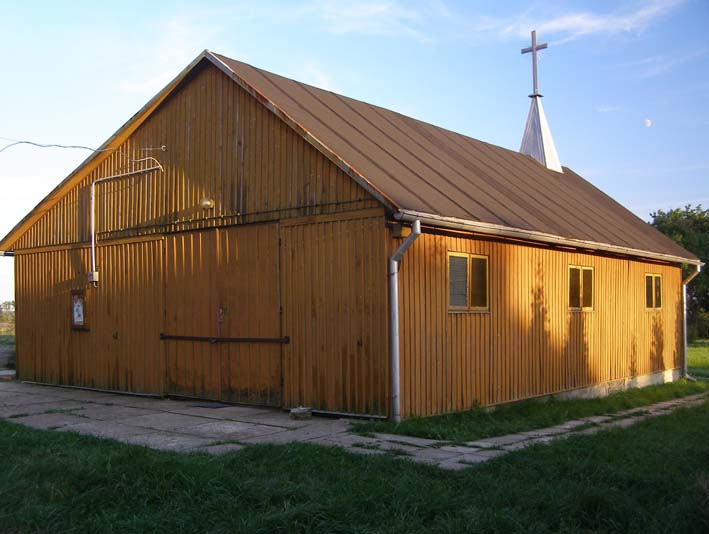
Dawna kaplica

## Otoczenie kościoła
W 2016 przed kościołem wzniesiono pomnik Jana Pawła II, patrona świątyni. 